# Marvin Angarita
Marvin Orlando Angarita Reyes (* 11. April 1989 in Barrancabermeja) ist ein kolumbianischer Radrennfahrer.

## Sportliche Laufbahn
Angarita gewann 2010 beide Etappen und die Gesamtwertung der Clásica de Barrancabermeja sowie ein Teilstück des Clásico RCN. Von 2011 bis 2014 hatte er einen Vertrag beim Movistar Continental Team. Im ersten Jahr hatte er seinen ersten Erfolg auf der zweiten Etappe der Vuelta a Venezuela auf der UCI America Tour feiern. Im Laufe der Rundfahrt gelangen ihm noch drei weitere Etappenerfolge, darunter der Sieg auf dem Schlussstück des Rennens. Im selben Jahr wurde er nationaler U23-Meister. Im Jahr darauf gewann er zwei Etappen der Vuelta Mundo Maya.
Nach einigen Jahren, in denen Angarita keine Erfolge auf der Straße erringen konnte, wandte er sich vermehrt dem Bahnradsport zu. 2018 errang er bei den Zentralamerika- und Karibikspielen Silber im Punktefahren und Bronze in der Mannschaftsverfolgung. Bei den Panamerikameisterschaften 2018 belegte er mit Brayan Sánchez, Carlos Andrés Tobón und Juan Esteban Arango in der Mannschaftsverfolgung Rang zwei und wurde 2018 und 2019 ebenfalls kolumbianischer Meister in dieser Disziplin.

## Erfolge

### Straße
2011
- vier Etappen Vuelta a Venezuela
- Kolumbianischer Meister – Straßenrennen (U23)

2012
- zwei Etappen Vuelta Mundo Maya

### Bahn
2018
- Zentralamerika- und Karibikspiele – Punktefahren
- Zentralamerika- und Karibikspiele – Mannschaftsverfolgung (mit Carlos Andrés Tobón, Edwin Ávila und Juan Esteban Arango)
- Panamerikameisterschaft – Mannschaftsverfolgung (mit Brayan Sánchez, Carlos Andrés Tobón und Juan Esteban Arango)
- Kolumbianischer Meister – Mannschaftsverfolgung (mit Juan Esteban Arango, Brayan Sánchez und Carlos Andrés Tobón)

2019
- Kolumbianischer Meister – Mannschaftsverfolgung (mit Juan Esteban Arango, Brayan Sánchez und Carlos Andrés Tobón)
- Panamerikaspiele – Mannschaftsverfolgung (mit Bryan Gómez Peñaloza, Brayan Sánchez Vergara, Juan Esteban Arango und Jordan Parra)

## Teams
- 2009 GW Shimano
- 2010 Chaoyang-ESSA-Envía
- 2011 Movistar Continental Team
- 2012 Movistar Continental Team
- 2012 Movistar (Stagiaire ab 1. August)
- 2015 Movistar Team América
- 2017 Equipo Bolivia (bis 30. Juli)
- 2017 Bicicletas Strongman (ab 1. August)